# Carlos Alexandre
Pour les articles homonymes, voir Alexandre.
 (mars 2020).
Carlos Manuel Lopes Alexandre est un juge portugais né le 24 mars 1961 à Mação, au Portugal.   
Il travaille au tribunal central d'instruction criminelle dans le département central d'investigation et action pénale, qui est le département qui s'occupe des affaires criminelles les plus violentes et complexes du Portugal. Ses méthodes quelquefois coercitives lui valent à la fois des critiques et une notoriété.   

## Biographie
Il est né au centre du Portugal, d'un père facteur et d'une mère employée dans une usine de laine. Enfant, il suivait des cours scolaires à la télévision (telescola) et il aidait son père dans son travail.
Plus tard, il a obtenu une licence en droit de l'université de Lisbonne. À la suite de cela, il a travaillé à la police juridique militaire avant d'aller finalement au tribunal central d'instruction criminelle .
Il est connu au Portugal pour s'être occupé d'affaires sensibles au retentissement national, comme Caso Monte Branco, Caso Portucale, Processo Face Oculta, Caso BPN, Processo Remédio Santo, Operação Labirinto, Caso Vistos Gold et Operação Marquês, avec des méthodes quelquefois critiquées mais qui lui valent d'être surnommé le « super juge » du Portugal , .
Depuis 2019, il s'occupe de l'affaire Luanda Leaks qui accuse la femme la plus riche d'Afrique, Isabel dos Santos, de détournements de fonds pendant le mandat de son père, ancien président angolais, auprès de la compagnie nationale pétrolière Sonangol.